# 农村基本口粮
农村基本口粮（农村居民基本粮食保障线、农村居民最低粮食保障量）是指中国大陆的农村地区在人民公社时期，针对农村居民规定的最低基本粮食供应量。“基本口粮”为人民公社时期官方常用术语。
基本口粮的标准主要按照人口的成年、未成年设置，有的生产单位没有划分等级。水稻产区主要折合稻谷量，多为成年人每年150公斤、未成年人每年125公斤。

## 粮食产区
农村基层生产组织为生产队，生产队为基层农业预算单位，粮食分配为生产队预算和分配的最主要内容。粮食分配的首要议题则是确保每个“社员”家庭（农户）获得的基本口粮（基本粮食供给）不低于最低保障线。

## 非粮产区
农村非粮产区，由地区或以上政府管辖大型国有农场、军队管辖的大型军垦农场，粮食供应多实行国家供给制（国家粮）；属县级政府林场、农场等生产组织，由县级政府统筹解决（县筹粮），按计划定量供给；部分公社、镇管辖的非粮农业生产组织由公社统筹，按计划定量供给（社筹粮）。

## 社队企业
社队企业的职工的劳动所得有两种形式，一是仍旧实行工分制，由所在生产队在上缴提留、村级提留中综合平衡；二是通过所在企业获得工资的货币的大部分上缴所在生产队，由生产队折算为工分的办法来参与生产队的分配包括粮食分配。

## 农村半边户
半边户家庭多缺少主要劳动力，在生产队获取的工分少。按照所得工分参与分配，绝大多数家庭低于“基本粮食保障线”。经济条件较好的家庭，多以支付现金的方式按照当地官方规定的指标数向生产队购买，购买价格以当时官方指导价为准，多与国有粮店粮食价格作为换算。实际操作过程中高于官方指导价10～20％。

## 粮食歉收
在粮食产区，农业生产组织出现粮食歉收时，全单位粮食分配出现低于基本口粮的情况时，农户购买由当地政府拨给的返销粮。

## 相关术语
- 人民公社、生产大队、生产队
- 社员、农民、农民工
- 户口、非农业人口、农业人口
- 粮食计划供给体制
- 返销粮
- 基本口粮、农村基本粮食保障线、最低生活保障线
- 粮票、划拨粮票
- 三农问题
- 城乡“二元制”
- 农转非、买户口